# Arsen Hajdari
Arsen Hajdari (sinh 25 tháng 2 năm 1989) là một cầu thủ bóng đá Albania thi đấu cho Besëlidhja Lezhë ở Giải bóng đá hạng nhất quốc gia Albania.